# Jaume Collet-Serra
Jaume Collet-Serra (AFI: [ˈʒawmə kuˈʎɛt ˈsɛrə]; Sant Iscle de Vallalta, 23 marzo 1974) è un regista e produttore cinematografico spagnolo.

## Biografia
Collet-Serra nasce a Sant Iscle de Vallalta, in Catalogna, il 23 marzo del 1974. Cresciuto in un collegio, lontano dalla propria famiglia, coltiva la passione per il cinema fin da ragazzino, soprattutto film western e di genere bellico ambientate durante la seconda guerra mondiale. Nel 1992, all'età di diciotto anni, emigra negli Stati Uniti, stabilendosi a Los Angeles, per studiare cinematografia presso il Columbia College. Ancora studente, inizia ben presto a lavorare come montatore. Influenzato da registi come Spike Jonze, David Fincher e Mark Romanek, inizia a lavorare, in veste di regista, nel mondo della pubblicità e dei videoclip musicali, dirigendo spot per PlayStation, Budweiser e MasterCard, e videoclip per artisti come Britney Spears e Enrique Iglesias.
Nel 2004 avviene il suo esordio sul grande schermo, quando viene ingaggiato dalla Warner Bros. per dirigere il film dell'orrore La maschera di cera. Il film, prodotto da Robert Zemeckis, Joel Silver e Susan Downey, esce nel 2005, ottenendo critiche contrastanti ed un discreto successo al botteghino. Nel 2007 dirige Goal II - Vivere un sogno, secondo capitolo della trilogia sportiva di Goal!. Il film, dedicato al mondo del calcio, è stato girato tra Madrid e Londra. Nel 2009 lavora nuovamente per la Warner Bros. col thriller horror Orphan, prodotto da Joel Silver e Leonardo DiCaprio. La pellicola suscitò alcune polemiche negli Stati Uniti, dove diverse associazioni pro-adozione ne chiesero il boicottaggio poiché, a loro detta, diffonderebbe una visione negativa dell'adozione. Dopo aver diretto il thriller Unknown - Senza identità, nel 2012 dirige i primi due episodi della serie televisiva The River.
Nel 2010 fonda la Ombra Films, una casa di produzione, con sede a Los Angeles, specializzata in film a basso costo di genere horror, thriller e fantasy. Il primo film prodotto dalla Ombra Films è Mindscape di Jorge Dorado. Nel 2014 dirige il film Non-Stop, interpretato da Liam Neeson, con cui aveva già lavorato in Unknown - Senza identità e che dirige nuovamente in Run All Night - Una notte per sopravvivere e L'uomo sul treno - The Commuter. Nel 2019, viene scelto da Warner Bros. e DC Comics per dirigere il film supereroistico Black Adam, basato sull'omonimo personaggio e facente parte del DC Extended Universe, uscito nel 2022.

## Filmografia

### Regista

#### Cinema
- La maschera di cera (House of Wax) (2005)
- Goal II - Vivere un sogno (Goal II: Living the Dream) (2007)
- Orphan (2009)
- Unknown - Senza identità (Unknown) (2011)
- Non-Stop (2014)
- Run All Night - Una notte per sopravvivere (Run All Night) (2015)
- Paradise Beach - Dentro l'incubo (The Shallows) (2016)
- L'uomo sul treno - The Commuter (The Commuter) (2018)
- Jungle Cruise (2021)
- Black Adam (2022)
- Carry-On (2024)
- The Woman in the Yard (2025)

#### Televisione
- The River – serie TV, 2 episodi (2012)

### Produttore

#### Cinema
- Mindscape, regia di Jorge Dorado (2013)
- Hooked Up, regia di Pablo Larcuen (2013)
- Eden, regia di Shyam Madiraju (2015)
- Run All Night - Una notte per sopravvivere (Run All Night), regia di Jaume Collet-Serra (2015)
- Extinction - Sopravvissuti (Extinction), regia di Miguel Ángel Vivas (2015)
- Curve - Insidia mortale (Curve), regia di Iain Softley (2015)
- L'uomo sul treno - The Commuter (The Commuter), regia di Jaume Collet-Serra (2018)
- Retribution, regia di Nimród Antal (2023)

#### Televisione
- The River – serie TV, 1 episodio (2012)